# ماندانا مقدم
ماندانا مقدم هنرمند هنرهای تجسمی ایرانی سوئدی است که اثر چیدمان او در پنجاه و یکمین دوسالانه ونیز به نمایش گذاشته‌شد. او پس از انقلاب ۱۳۵۷ در کشور سوئد پناهنده شد و هم‌اکنون در شهر یوتبری زندگی می‌کند. ازجمله تم‌های آثار او ازخودبیگانگی، معاشرت و جنسیت هستند. هدف آثار او ایجاد ارتباط میان فرهنگ‌ها، القای گفتگوی بین فرهنگی و یادآوری جنبه‌های متناقض زندگی ایرانیان است.

## اوایل زندگی
ماندانا مقدم متولد سال ۱۳۴۱ خورشیدی در تهران است. در سن ۱۷ سالگی، پس از به قدرت رسیدن جمهوری اسلامی، پدر او به دلیل خدمت در ارتش شاهنشاهی اعدام شد. او در دوران جنگ ایران و عراق از ایران مهاجرت کرد.

## فعالیت‌های هنری

### تأثیرات
مواجه او با ناآرامی‌ها، خشونت و بی‌ثباتی انقلاب ۱۳۵۷ ایران تأثیر به‌سزایی بر آثار هنری و هویت اجتماعی او گذاشته‌است. آثار او، مخصوصاً بهشت سارا (۲۰۰۹)، نشان می‌دهد که او هویت خود را در خاطره کشورش و مردم آن و نیز در یگانگی و آشتی جهانی می‌یابد.

### آثار برجسته

#### مجموعه چل‌گیس (۲۰۰۵)
مجموعه چل‌گیس براساس داستانی ایرانی است و با مو به عنوان نماد تجربه زنی در فرهنگ ایرانی امروزی، کار می‌کند. این مجموعه شامل پنج بخش است. استفاده از موی طبیعی در این اثر برای ارتباط برقرار کردن با مخاطبانش قابل توجه است. او مو را به‌طور نگشودنی به جنسیت و باورهای اجتماعی راجع به زیبایی، نسبت می‌دهد. براساس ایده‌آل‌های ایران باستان، موی زیبا باید بلند، پرپشت و مشکی پررنگ باشد. او روی این ایده‌آل کار می‌کند که بسیاری از زانان باید با آن زندگی کنند. حتی در فرهنگ ایرانی امروزی نیز زنان مجبورند موی خود را در اماکن عمومی بپوشانند و آن را برای همسران خود زیبا نگه دارند. اثر چل‌گیس او دیدگاه‌های سنتی به مو و رابطه زنان با موی خود را به چالش می‌کشد. در این اثر مو به عنوان نمادی از بدبختی زنان، ایده‌آل‌های تحمیلی و سال‌ها مورد ستم قرار گرفتن به تصویر کشیده می‌شود و حتی کوتاه کردن آن نماد آزادی به‌شمار می‌آید.

#### چاه (۲۰۰۸)

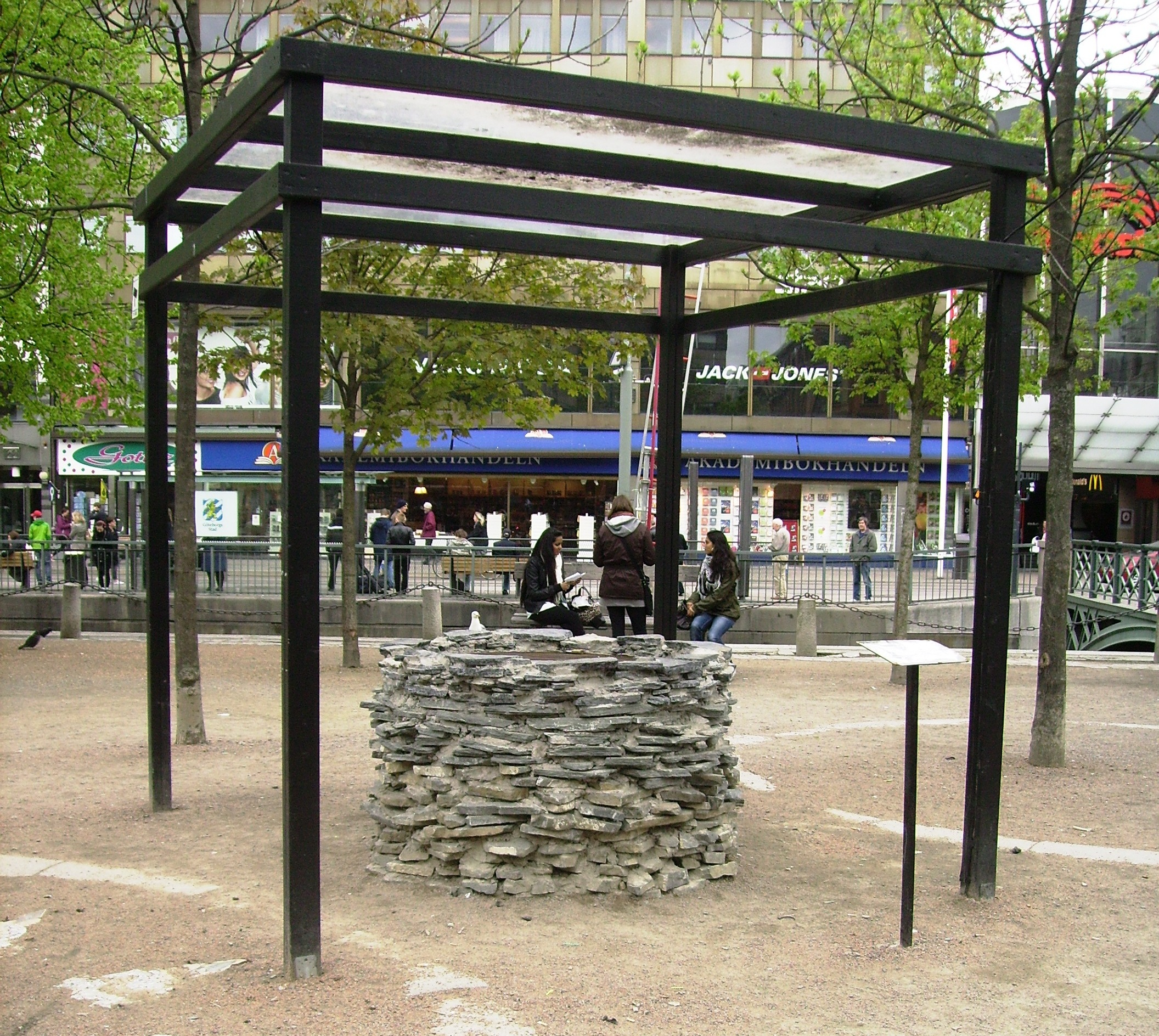
چیدمان چاه در شهر یوتبری.

مقدم در آثار خود به دنبال آشتی، تجدید حیات و امید است. هدف این اثر هنری نیز به انجام رساندن این امر در مقیاسی جهانی است. ماندانا مقدم با ساخت دو چاه، یکی در مرکز شهر یوتبری و دیگری در باغ خانه هنرمندان در تهران، با استفاده از یک خط تلفنی باز این دو چاه را با هم مرتبط می‌کرد به گونه‌ای که هر رهگذر در هر ساعت از شبانه‌روز با حرف زدن در یکی از این دو چاه می‌توانست صدای خود را به دیگر سوی جهان برساند و نیز می‌توانست با انسانی دیگر در سوی جهان گفتگو کند. مسئولان جمهوری اسلامی ایران از اجرای این طرح جلوگیری کردند. این اثر نخستین با در ۲۵ سپتامبر ۲۰۰۸ میلادی در شهر یوتبری به نمایش گذاشته شد و قرار است در دیگر شهرهای جهان نیز به نمایش گذاشته شود. این اثر انعکاسی از صحنه تبادل اجتماعی سنتی در مقیاسی جهانی را با ساخت دو چاه متصل به یکدیگر در دوکشور مختلف، به نمایش می‌گذارد و نشان می‌دهد که چقدر ساده می‌توان انسان‌ها با وجود اختلافات مذهبی، سیاسی و فرهنگی، به یکدیگر نزدیک کرد.

#### بهشت سارا (۲۰۰۹)
بهشت سارا نخستین بار در گالری‌ای در وین به نمایش درآمد. و در نهایت به گالری آراریو در نیویورک منتقل شد. ماندانا در مورد این اثر چنین می‌گوید:

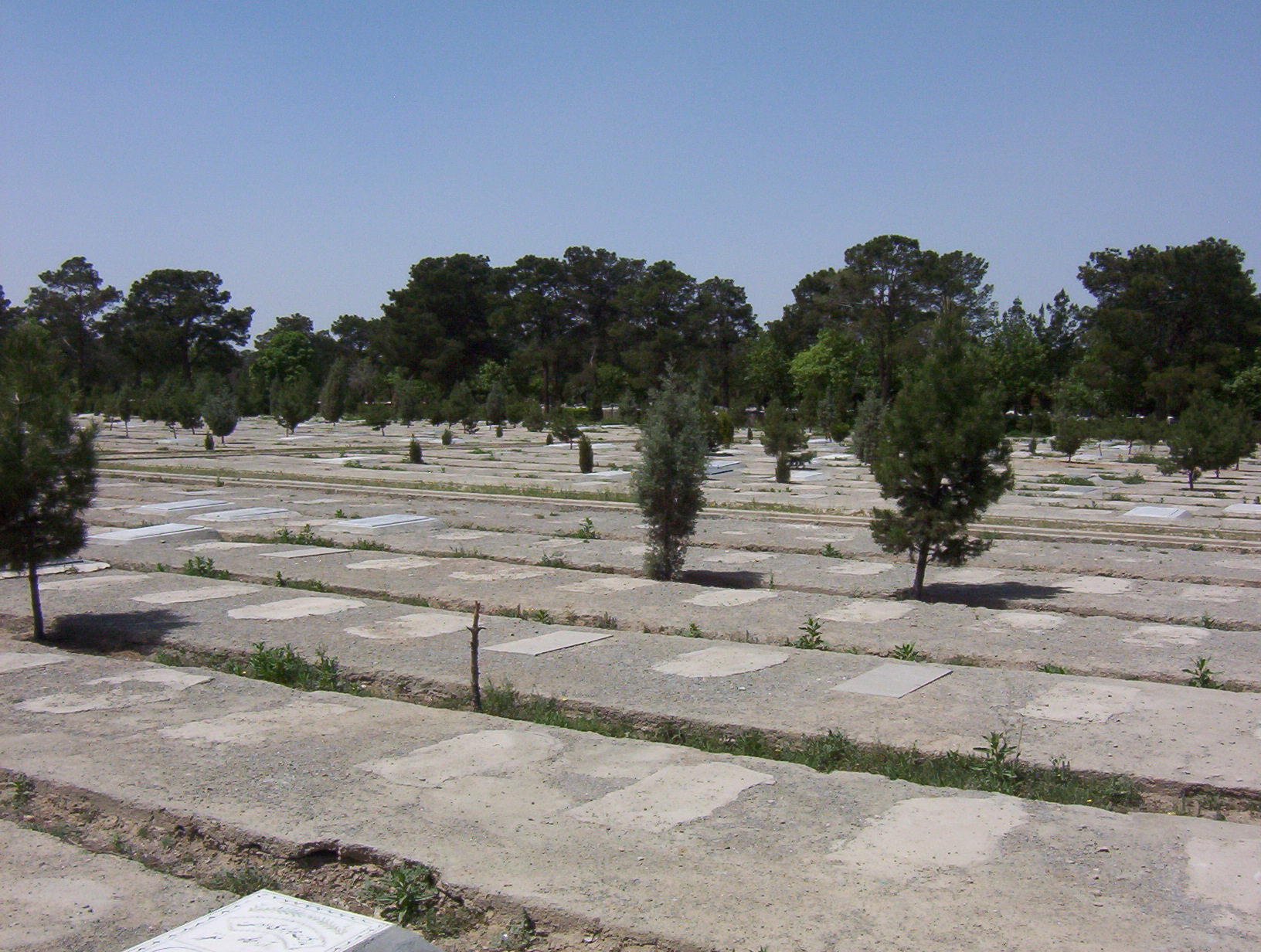
گورستان بهشت زهرا در تهران

این چیدمان امسال (۱۳۸۸) درست شده و تا به حال دو بار به نمایش گذاشته شده؛ و همانطور که در نظر داشتم اولین بار در تهران در گالری «طراحان آزاد» اجرا شد و این بار دوم است. در مورد این چیدمان توضیحی که می‌توانم بدهم این است که سارا نامی قدیمی و تاریخی است که تقریباً در همهٔ فرهنگها و زبانها وجود دارد. علاوه بر آن نام این اثر یعنی «بهشت سارا» یادآور بزرگترین قبرستان ایران به نام «بهشت زهرا» است. این اثر الهام گرفته شده از تجربهٔ انقلاب و جنگ در ایران است؛ و من این تجربه را به شکل یک حوض که پر از مایع‌ای به شکل خون است، نشان داده‌ام. سه فواره در وسط این حوض قرار دارند و دور آن هم تعداد زیادی دبه‌های پلاستیکی سفید و خالی به صف کشیده شده که ما را به یاد صف‌هایی می‌اندازد که در دوران جنگ و بعد از انقلاب تجربه کردیم. آن سال‌ها همراه بود با تلاش برای رسیدن به هدفی بهتر با امیدی که در همگان وجود داشت و همزمان بود با تجربه‌های مکرر از دست دادن. فضای آن سال‌ها هم در این اثر زیر نور سبز و با صدای فواره‌ها برای بیننده تداعی می‌شود. 